# Cenaloș, Bihor
Cenaloș (în maghiară Biharcsanálos, în trad. "Urzicenii de Bihor") este un sat în comuna Sâniob din județul Bihor, Crișana, România.